# وسلا لتچوا
وسلا لتچوا (بلغاری: Весела Николаева Лечева؛ زادهٔ may ۲۰, ۱۹۶۴ (۶۱ سال)) ورزشکار ورزش تیراندازی اهل بلغارستان است.
وی در مسابقات کشوری و بین‌المللی در مجموع برندهٔ ۲ مدال نقره شده‌است.